# Kustkransblad
Het kustkransblad (Chara baltica) is een kranswier uit de familie Characeae. Het kustkransblad is een brakwatersoort, gevonden in een zoutgehalte tussen 2-10 PSU. Het heeft zowel eenjarige als meerjarige vormen, afhankelijk van de groeidiepte. Vruchtbare planten worden gevonden van juni tot oktober, maar de vruchtbaarheid is normaal gesproken laag. 

## Kenmerken
De planten zijn groen en worden tot 50 cm lang. De hoofdas is heldergroen, zelden met kalkaanslag en heeft een dikte tot 1 mm. De vertakkingen zijn 6 tot 11 in een krans, elk met 6 tot 9 segmenten. De schors is diplostich, meestal tylacanth. De stekels zijn bovenaan de plant talrijk en onderaan rudimentair en staan alleen.
Het oogonium is tot 1,2 mm lang en 0,7 mm breed en vaak bekleed met een kalkhulsel. De oösporen zijn zwart en meten  tot 0,7 mm lang en tot 0,5 mm breed.

## Voorkomen
Het kustkransblad komt veel voor in de Oostzee en wordt ook elders aangetroffen in kustlagunes en fjorden. De soort is inheems voor Europa. Het groeit op modderige of zanderige bodems, vanaf 0,14 m diepte. In Nederland komt het zeer zeldzaam voor. Het is ernstig bedreigd. 